# 松の前池
松の前池（まつのまえいけ）は、鹿児島県大島郡和泊町谷山にあるため池である。2010年（平成22年）3月25日に農林水産省のため池百選に選定された。

## 概要
沖永良部島の中央部にあり、島内257haのサトウキビ、バレイショ、ユリ等の畑作の灌漑に利用されている。
2005年（平成17年）に池周辺の景観改修工事を行い、湖畔は浅い外堀を設けて水生植物の保存、自生のヒトモトススキ、ヒメガマは移植等を行った。

## 世之主の伝説
近隣の越山には世之主（よのぬし)城跡と世之主（ゆぬぬし）神社がある。永良部世之主は、琉球北山王の第二王子、真松千代（ままちぢよ）であり、永良部島へ渡り玉城村の金之堂 （ふばどう）に館を造り、後に古城地（現在の世之主神社の越山）に館をつくることにしたとの由来や、北山王国を滅ぼした中山王国の勢力が北上し、1422年（応永29年）、中山王が使わした和睦の船を戦船と思い込んで自害した世之主が縊死したとの悲話が残っている。

## 自然
チュウサギやサシバ等の絶滅危惧種の鳥数種類が確認されており、渡り鳥の休息地として重要な池であり、2008年（平成20年）から野鳥観察会、昆虫観察会、植樹等の住民参加のイベントを行い、地域ぐるみで環境保全や親水の取り組みが行われている。

## ギャラリー

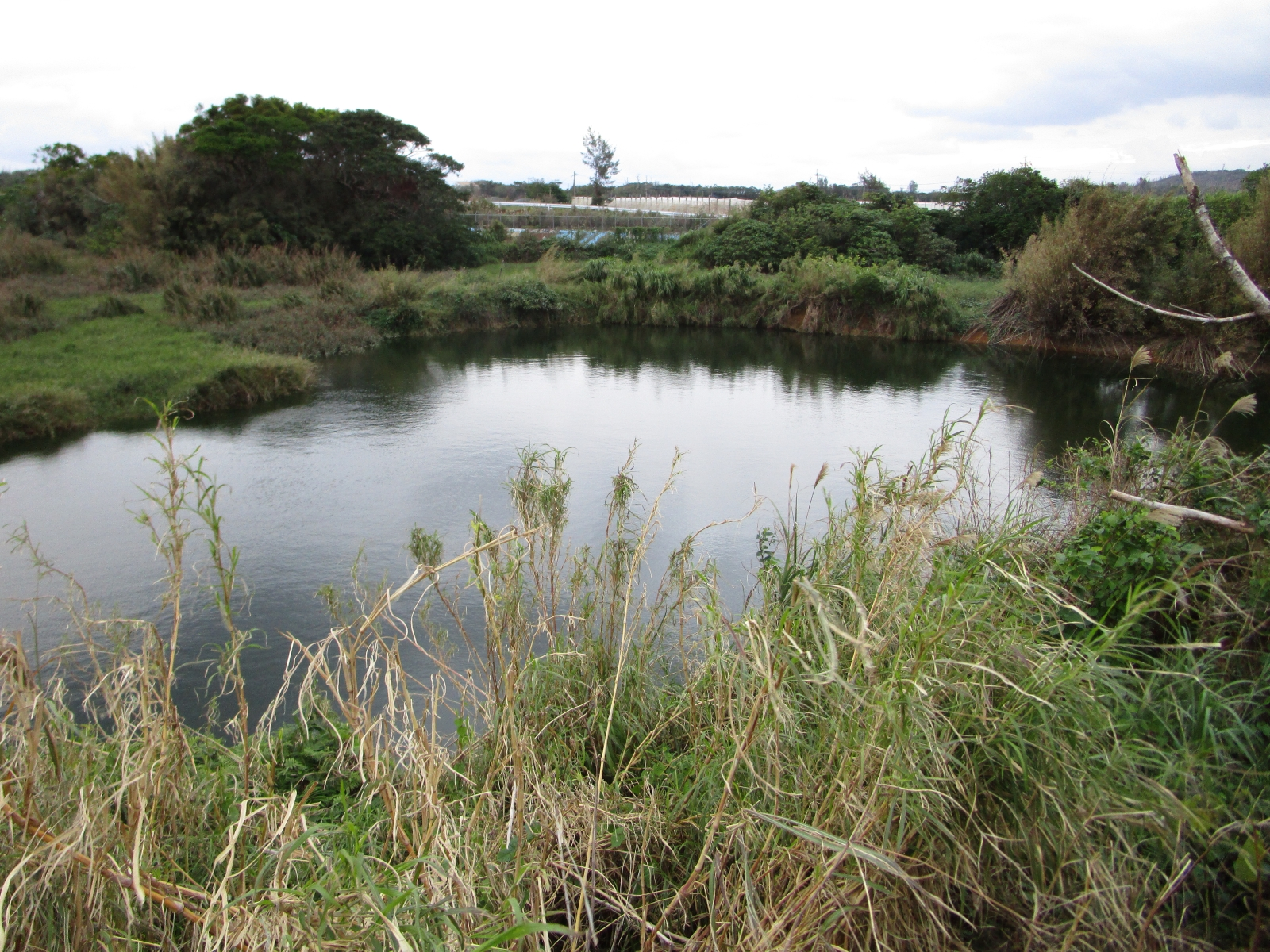
南西の池
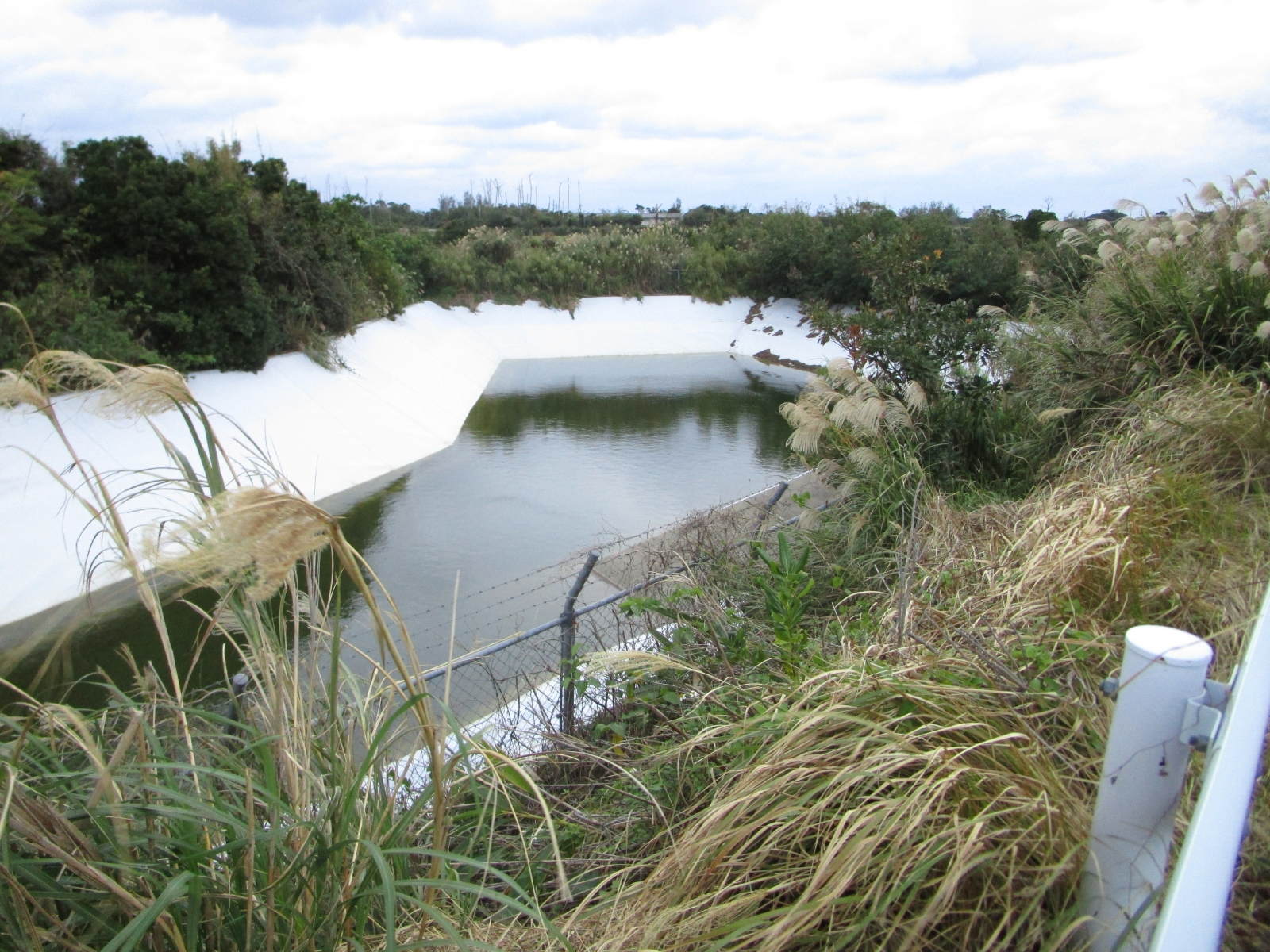
北西の池